# Ahlrich Meyer
Ahlrich Meyer (geboren 1941) ist ein deutscher Politologe, Historiker und Übersetzer.

## Leben
Meyer studierte Germanistik, Soziologie und Philosophie in Frankfurt am Main, Tübingen und Gießen und wurde mit einer Arbeit über politische Metaphern promoviert. Von 1968 bis 1975 war er wissenschaftlicher Assistent von Hans Blumenberg in Bochum und Münster. Ab 1975 hatte er eine Professur für Politikwissenschaft mit dem Schwerpunkt Politische Theorien an der Carl von Ossietzky Universität Oldenburg inne. 1980 nahm er eine Gastprofessur an der Universität Paris VIII (Vincennes) wahr. Im Jahr 2000 trat er in den vorzeitigen Ruhestand.
Sein Forschungsinteresse galt zunächst dem Frühsozialismus und der Sozialgeschichte des 19. Jahrhunderts. Später wandte er sich der Erforschung der Besatzungspolitik und der Judenverfolgung in den von Deutschland während des Zweiten Weltkriegs besetzten Ländern Westeuropas zu. 1990 gründete er die Forschungsstelle Nationalsozialismus und Zeitgeschichte an der Universität Oldenburg.
Von 1979 bis 1985 war Meyer Mitglied des Redaktionskollektivs der Zeitschrift „Autonomie“, von 1990 bis 2000 war er Mitherausgeber der Zeitschrift „Beiträge zur nationalsozialistischen Gesundheits- und Sozialpolitik“. Außerdem schrieb er regelmäßig Besprechungen historischer Bücher für wissenschaftliche Zeitschriften und die Tagespresse.
Neben seiner Autoren- und Herausgebertätigkeit hat Meyer auch Bücher aus dem Französischen übersetzt, darunter Standardwerke der frühen Holocaustforschung in Frankreich.

## Schriften (Auswahl)
- Mechanische und organische Metaphorik politischer Philosophie, Archiv für Begriffsgeschichte, Vol. 13 (1969), S. 128–199, Felix Meiner, Hamburg.
- Nachwort (1970). In: Max Stirner: Der Einzige und sein Eigentum. Reclam, Stuttgart 1972, S. 423–461
- Frühsozialismus. Theorien der sozialen Bewegung 1789–1848. Alber, Freiburg im Breisgau/München 1977, ISBN 3-495-47376-9
- Moses Heß, der Abbé Constant und die Schrift „La Voix de la famine“. In: Alternativen denken. Kritisch emanzipatorische Gesellschaftstheorien als Reflex auf die soziale Frage in der bürgerlichen Gesellschaft. Herausgegeben vom Zentralinstitut für Philosophie. Zentralinstitut für Philosophie, Berlin 1991, S. 45–48. (Kolloquium zum Thema: Alternativen Denken, 4. und 5. Oktober 1991, Berlin).
- Die Logik der Revolten. Studien zur Sozialgeschichte 1789–1848. Schwarze Risse/Rote Straße/VLA, Berlin/Hamburg 1999, ISBN 3-924737-42-8.
- Der Blick des Besatzers. Propagandaphotographie der Wehrmacht aus Marseille 1942–1944 – Le regard de l’occupant. Marseille vue par des correspondants de guerre allemands, 1942–1944. Vorwort von Serge Klarsfeld. Geleitwort von Friedrich P. Kahlenberg. Zweisprachige Ausgabe. Edition Temmen, Bremen 1999, ISBN 978-3-86108-725-0
- Die deutsche Besatzung in Frankreich 1940–1944. Widerstandsbekämpfung und Judenverfolgung. Wissenschaftliche Buchgesellschaft, Darmstadt 2000, ISBN 978-3-534-14966-7 – Franz. Übersetzung u.d.T. L’Occupation allemande an France, 1940–1944. Edition Privat, Toulouse 2002, ISBN 2-7089-5693-0
- mit Jörg Paulsen: Erinnerungsbuch. Ein Verzeichnis der von der nationalsozialistischen Judenverfolgung betroffenen Einwohner der Stadt Oldenburg 1933–1945. Edition Temmen, Bremen 2001, ISBN 3-86108-794-4. (aktualisierte Online-Fassung 2014: Erinnerungsbuch für die jüdischen NS-Opfer aus Oldenburg)
- Täter im Verhör. Die „Endlösung der Judenfrage“ in Frankreich 1940–1944. Wissenschaftliche Buchgesellschaft, Darmstadt 2005, ISBN 978-3-534-17564-2
- Das Wissen um Auschwitz. Täter und Opfer der „Endlösung“ in Westeuropa. Schöningh, Paderborn 2010, ISBN 978-3-506-77023-3
- mit Insa Meinen: Verfolgt von Land zu Land. Jüdische Flüchtlinge in Westeuropa 1938–1944. Schöningh, Paderborn 2013, ISBN 978-3-506-77564-1 – Niederl. Übersetzung u.d.T. Vervolgt van land tot land. Joodse vluchtelingen in West-Europa 1938-1944. De Bezige Bij, Antwerpen 2014, ISBN 978-90-8542-575-5
- Herausgeber und Nachwort. In: Hans Blumenberg, Rigorismus der Wahrheit: „Moses der Ägypter“ und weitere Texte zu Freud und Arendt. Suhrkamp, Berlin 2015, ISBN 978-3-518-58616-7.
- mit Insa Meinen: Jüdische Immigranten in der belgischen Ökonomie (1918 bis 1942),Teil 1. In: Sozial.Geschichte Online, Heft 22 (2018), URN: urn:nbn:de:hbz:464-20180418-081343-1
- mit Insa Meinen: Jüdische Immigranten in der belgischen Ökonomie (1918 bis 1942),Teil 2. In: Sozial.Geschichte Online, Heft 23 (2018), URN: urn:nbn:de:hbz:464-20180919-123432-2
- „Ein Kafka-Roman mit umgekehrten Vorzeichen“. Notizen anlässlich des Reprints von H.G. Adlers Buch Theresienstadt 1941–1945, Sozial.Geschichte Online 24 (2019), S. 37–66.
- Wie Hannah Arendt versuchte, Karl Marx beizukommen. Bemerkungen anlässlich der Arendt-Gesamtausgabe. SGO Sozial.Geschichte Online 25 (2019), S. 119–151.
- Die Schwelle des Zeugnisses überschritten. David Roussets L'universe concentrationaire liegt endlich auf Deutsch vor.  SGO Sozial.Geschichte Online 27 (2020), S. 207–216,
- Der Bann der Unglaubwürdigkeit. Essays und historische Studien zum Nationalsozialismus, Edition Tiamat, Berlin 2023, ISBN 978-3-89320-307-9.

## Übersetzungen
- Albert Cohen: Oh, ihr Menschenbrüder. Erzählung. Ca ira Verlag, Freiburg i. Br. 2024,  ISBN 978-3-86259-188-6.
- Léon Poliakov: Vom Hass zum Genozid - Das Dritte Reich und die Juden. Edition Tiamat, Berlin 2021, ISBN 978-3-89320-277-5.